# Slakovke
Convolvulaceae, poznate kao slakovke, familija su od oko 60 rodova i više od 1,650 vrsta, koje su uglavnom zeljaste vreže, ali isto tako stabla, grmovi i bilje. Isto tako su obuhvaćeni batat i nekoliko drugih hranljivih krtola.

## Taksonomija

### Plemena
Prema studijama D. F. Ostina familija Convolvulaceae se može klasifikovati u plemena Ericybeae, Cresseae, Convolvuleae, Merremioid, Ipomoeae, Argyreiae, Poraneae, Dichondreae, i Cuscuteae (ranije klasifikovan u zasebnu familiju Cuscutaceae).

### Rodovi
Pleme 
- [1]

Pleme 
- [2]

Pleme 
- [3]

Pleme 
- [4]

Pleme 
- [5]

Pleme 
- [6]

Pleme 
- [7]

Pleme 
- [8]

Pleme 
- [9]

Pleme 
- [10]

Pleme 
- [11]

Pleme 
- [12]

## Literatura
- Austin, Daniel F. (1973). „The American Erycibeae (Convolvulaceae): Maripa, Dicranostyles, and Lysiostyles I. Systematics”. Annals of the Missouri Botanical Garden. 60: 306—412. JSTOR 2395089.
- Austin, D. F. 1997. Convolvulaceae (Morning Glory Family)
- Convolvulus plant
- Convolvulaceae in L. Watson and M. J. Dallwitz (1992 onwards). The families of flowering plants.
- Austin, Daniel F. (2000). „Bindweed (Convolvulus arvensis, Convolvulaceae) in North America – from medicine to menace”. Journal of the Torrey Botanical Society. 127 (2): 172—177. JSTOR 3088694.
- Costea, M. 2007-onwards. Digital Atlas of Cuscuta (Convolvulaceae)
- Lyons, K. E. 2001. Element stewardship abstract for Convolvulus arvensis L. field bindweed. The Nature Conservancy.
- Calif. Dept. of Food and Agriculture. Undated. Field bindweed (Convolvulus arvensis L.)
- University of Idaho Extension. 1999. Homewise: No matter what we do, our morning glory weeds come back every year. Any advice? Aug. 23
- Hodges, L. 2003. Bindweed identification and control options for organic production. NebFacts. University of Nebraska – Lincoln Cooperative Extension
- University of California Agriculture and Natural Resources. 2003. Field Bindweed. Pest Notes. Publ. # 7462
- Washington State Univ. Cooperative Extension. Undated. Hortsense: Weeds: Field bindweed (Wild morningglory): Convolvulus arvensis
- Sullivan, P. 2004. Field bindweed control alternatives. ATTRA. National Sustainable Agriculture Information Service.
- Lanini, W. T. Undated. Organic weed management in vineyards. University of California, Davis Cooperative Extension.
- Cox, H. R. 1915. The eradication of bindweed or wild morning-glory. U.S. Dept. of Agriculture Farmers’ Bulletin 368. Washington, D. C.: Government Printing Office.
- Littlefield, J. L. (2004). „Bindweeds”.  Ур.: Eric M. Coombs. Biological Control of Invasive Plants in the United States. Corvallis OR: Oregon State University Press. стр. 150-157. ISBN 978-0-87071-029-2.
- New Mexico State Univ. Cooperative Extension Service. 2004. Managing Aceria malherbae gall mites for control of field bindweed.
- Dockstader, Sue (2005). „Coping with field bindweed without using herbicides”. Journal of Pesticide Reform. 25 (1): 6—7. Архивирано из оригинала 22. 4. 2012. г. Приступљено 27. 4. 2019.